# Volker Mrasek
Volker Mrasek (* 1962) ist ein deutscher freier Wissenschaftsjournalist aus Erftstadt, der insbesondere zu den Themenbereichen Klimaforschung sowie Umwelt- und Lebensmittelchemie schreibt.

## Leben
Noch im Gymnasium war er nebenher als Sportreporter für die Kölnische Rundschau tätig und volontierte dort nach der Schulzeit als Lokalredakteur. Dem folgte ein Studium der Biologie an der Universität Köln, was ihn in den Hörfunk- und Fernsehjournalismus zurückführte. Seit 1991 ist er freiberuflicher Wissenschaftsjournalist für öffentlich-rechtliche Presseunternehmen wie den Deutschlandfunk, den Westdeutschen Rundfunk Köln (WDR) und verschiedene Zeitungen wie Süddeutsche, Frankfurter Rundschau und Spiegel Online, früher für Die Woche und Financial Times Deutschland.
Seine bevorzugten Themenfelder sind Klimaforschung sowie Umwelt- und Lebensmittelchemie.
Für den Deutschlandfunk war er von 1999 bis 2015 Autor und Mitautor von über 50 Sendungen Wissenschaft im Brennpunkt, der hintergründigen Feiertagsausgabe von Forschung aktuell sowie zahlreichen Wissenschaftsmeldungen der Sendung, die er im Wechsel mit Martin Winkelheide, Mirko Smiljanic, Lucian Haas, Thekla Jahn, Tomma Schröder und anderen macht.

## Auszeichnungen
- 2002: Journalistenpreis der Deutschen Gesellschaft für Ernährung[2]